# Альбасете
Альбасете — місто і муніципалітет на південному сході Іспанії, адміністративний центр провінції Альбасете. Населення муніципалітету станом на 2009 рік становило близько 169 тис. мешканців.
Альбасете відоме як центр виробництва кинджалів, ножів і ножиць. З 2007 року тут працює збиральне підприємство компанії Eurocopter. Хоча загалом місто не є традиційним промисловим центром, тут знаходиться промисловий парк Поліґоно-де-Капрольяно, один з найбільших у країні, а місцевий уряд намагається перетворити місто на логістичний центр південно-східної частини країни.
В Альбасете, поруч із містом Сьюдад-Реаль, діє один з кампусів Університету Кастилії-Ла-Манчі, де навчається 9-10 тис. студентів.
Місто не є відомим туристичним центром, проте має кілька популярних пам'яток, серед яких Собор Альбасете і Провінційний музей Альбасете.
За часів Громадянської війни у місті знаходився штаб та тренувальний табір Інтернаціональних бригад.

## Релігія
- Центр Альбасетської діоцезії Католицької церкви.